# Kenisseer
Kenisseerna eller kenisséerna var ett semitiskt folk som omnämns i Första Mosebokens femtonde kapitel (nittonde versen) i samband med det förbund som Gud sluter med Abraham. De nämns inte bland de ursprungliga invånarna i Kanaan (2 Mos. 3:8; Josua 3:10) och kan ha blivit en del av Juda stam senare i Israels historia. Hövdingen Kenas, en av Elifas söner, omnämnd i Första Moseboken 36:11, kan ha varit kenisseernas förfader. Keniseerna bebodde förmodligen vissa delar av Arabien, vid Syriens gränser.
Kaleb, som följde Mose och Josua under uttåget ur Egypten, var en kenissé (4 Mos. 32:12).